# Arising Realm
Arising Realm è il secondo album in studio del gruppo black metal norvegese Ragnarok, pubblicato nel 1997.

## Tracce
1. Intro – 2:21
2. God Is Wasted – 4:18
3. Searching for My Dark Desire – 4:49
4. En Verden Av Steín – 4:00
5. Time Before Birth of Light – 5:30
6. My Hate is His Spirit – 3:02
7. My Refuge in Darkness – 4:58
8. The Reflection From the Star World Above – 4:20
9. The Fall of Christianity – 2:38
10. The Predicted Future – 7:12
11. For the World I Am Blinded – 4:36
12. Outro – 2:06

## Formazione

### Gruppo
- Thyme - voce
- Rym - chitarra
- Jerv - basso
- Jontho P. - batteria

### Altri musicisti
- Shagrath - tastiera, sintetizzatore